# Fred Timm

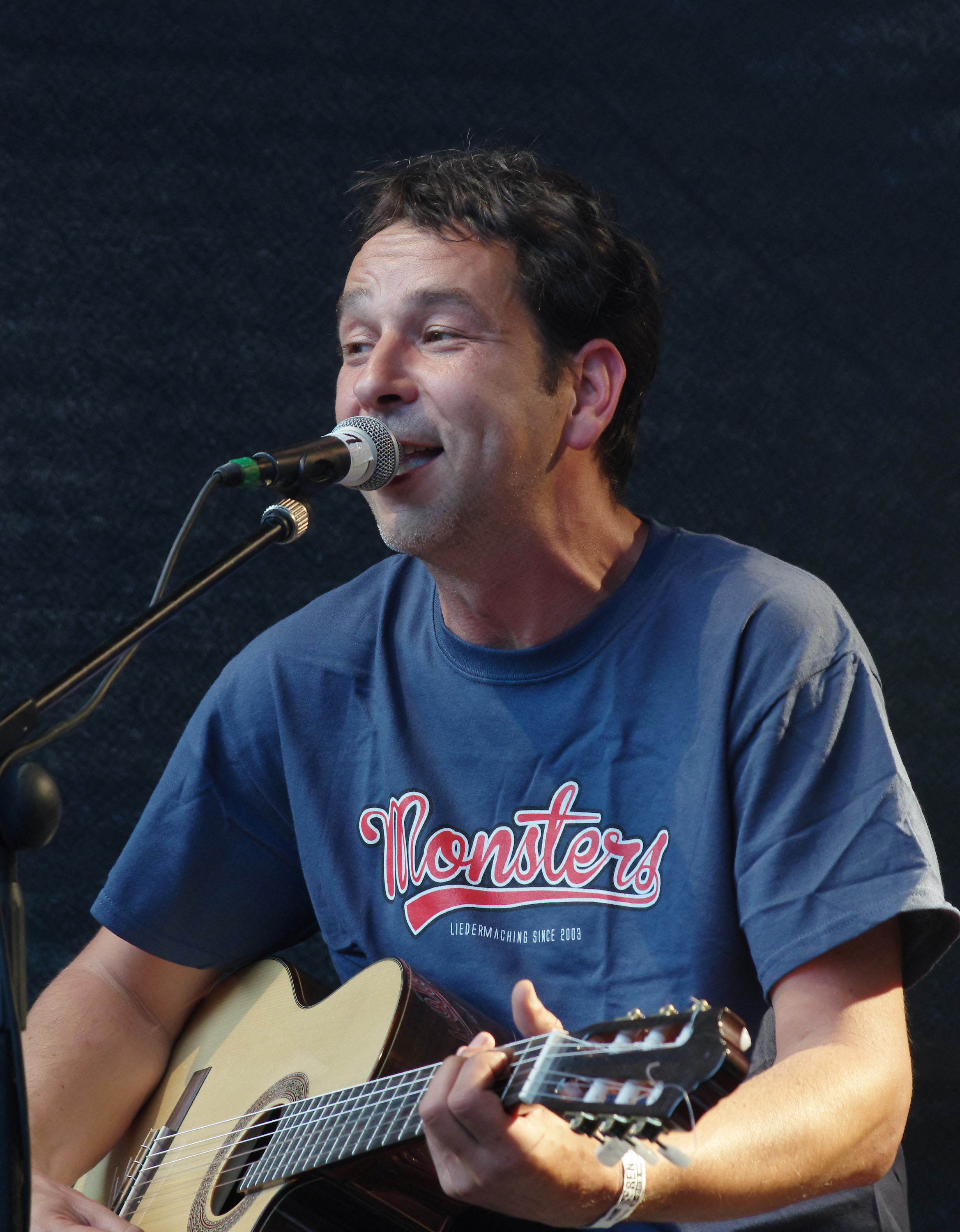
Fred Timm mit Monsters of Liedermaching beim Rio-Reiser-Fest in Unna (2013)

Fred Timm, eigentlich Frederik Timm (* 1968 in Hamburg), ist ein deutscher Liedermacher.

## Leben
Timm besuchte das Gymnasium Osdorf, wo er im Schulorchester und der Big Band aktiv war.
Bekannt wurde er als Sänger und Gitarrist der Gruppe Norbert & die Feiglinge. Nach deren wiederholter Umbesetzung und letztlicher Auflösung trat er als Solo-Liedermacher auf. Timm nennt Götz Widmann und dessen Projekt Joint Venture als seine Vorbilder.
- 1988–1999: Mitglied der Band Norbert und die Feiglinge
- 1999: Filmmusik zu Käpt’n Blaubär – Der Film
- seit 2000: Solokünstler
- seit 2003: Mitglied der Gruppe Monsters of Liedermaching
- 2002: Soloalbum Was macht eigentlich Fred Timm?
- 2004: Soloalbum Timm Dich
- 2011: Soloalbum Fred Timm
- 2021: Minialbum Gold Ballads
- 2022: Minialbum Klavier